# Günther Schäfer
Günther Schäfer (Waiblingen, 9 giugno 1962) è un ex calciatore tedesco.

## Carriera
Ha giocato come difensore centrale. Ha militato per sedici stagioni nello Stoccarda, diventandone una vera e propria bandiera. Ha vinto due campionati tedeschi nel 1984 e nel 1992 (in entrambi i casi lo Stoccarda vinse il titolo per "differenza reti" dopo essere arrivato primo a pari merito) e disputò la doppia finale di Coppa UEFA 1988-1989 persa contro il Napoli.
Nel 1996 è passato all'Arminia Bielefeld dove ha chiuso la carriera nel 1998.

### Nazionale
Ha giocato diverse partite con le rappresentative giovanili della Nazionale della Germania Ovest: 15 con l'Under-21 e 6 con la Nazionale Olimpica.

## Palmarès

### Club

#### Competizioni nazionali
- Campionato tedesco: 2

Stoccarda: 1983-1984, 1991-1992
- Supercoppa di Germania: 1

Stoccarda: 1992